# Ocyale guttata
Ocyale guttata is een spinnensoort in de taxonomische indeling van de wolfspinnen (Lycosidae).
Het dier behoort tot het geslacht Ocyale. De wetenschappelijke naam van de soort werd voor het eerst geldig gepubliceerd in 1878 door Ferdinand Karsch.